# Estação de Isesaki
A Estação de Isesaki (伊勢崎駅, Isesaki-eki, em japonês) é uma estação de trem localizada no distrito comercial de Isesaki, Gunma Prefeitura, Japão.

## Linhas
JR East
■ Linha Ryōmō [ja]
Tobu Railway
 Linha Tobu Isesaki [ja] (TI-25)

## História
O que é agora a Estação JR East Isesaki foi inaugurada em 20 de novembro de 1889. A estação ferroviária de Tobu foi inaugurada em 13 de julho de 1910.
A partir de 17 de março de 2012, a numeração das estações foi introduzida em todas as linhas de Tōbu, com a Estação Isesaki se tornando "TI-25".
Novas plataformas elevadas foram colocadas em uso a partir de 19 de outubro de 2013.

## Layout da estação

### JR East

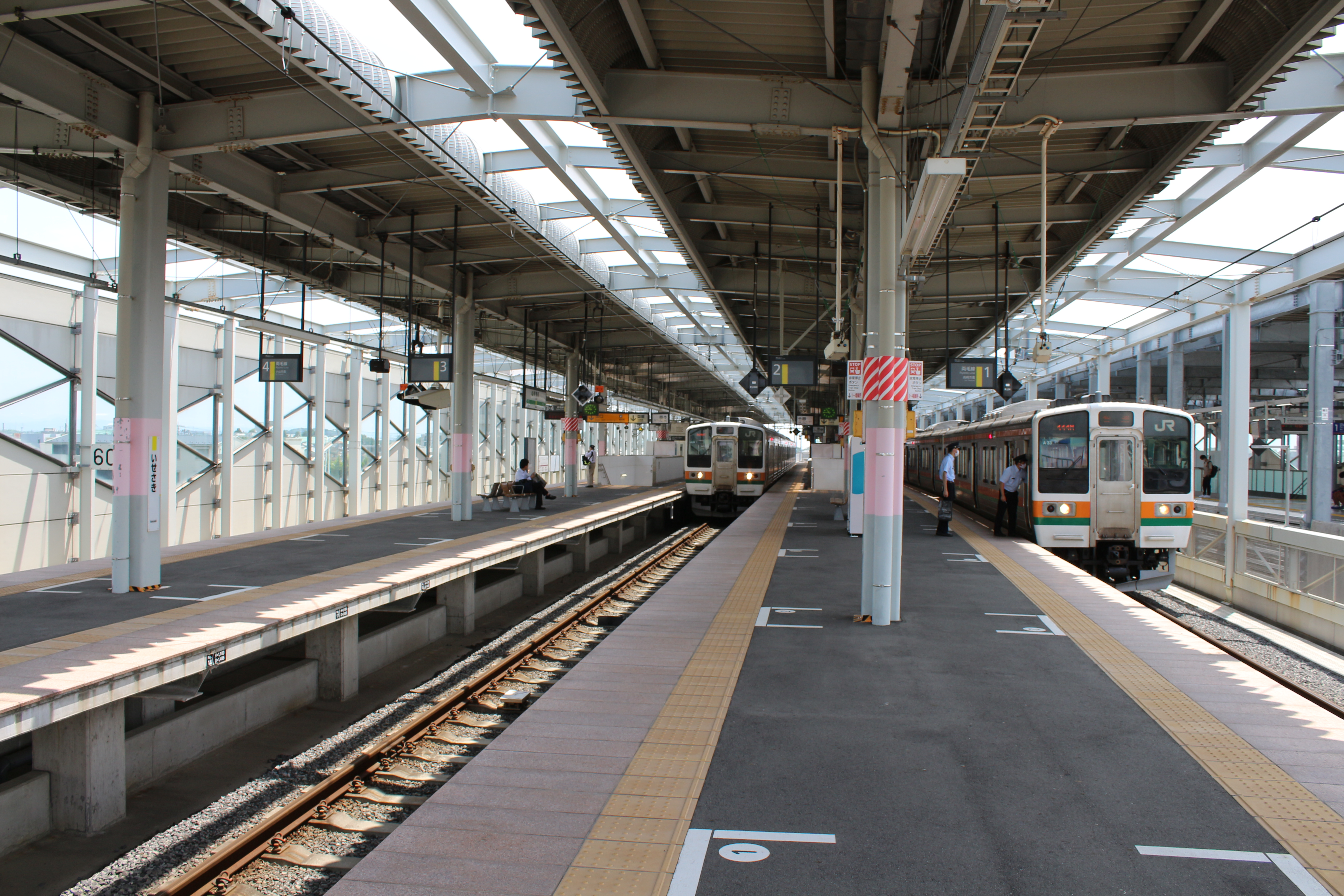
Plataformas

A estação JR East consiste em duas plataformas de ilha elevadas servindo quatro pistas, com o prédio da estação embaixo.

#### Plataformas
| Plataformas | Linha         | Direção  | Destino           | Melodia que soa antes da partida |
| ----------- | ------------- | -------- | ----------------- | -------------------------------- |
| 1,2         | ■ Linha Ryōmō | Subindo  | por Takasaki [ja] | Jupiter G (ジュピターG)          |
| 3,4         | ■ Linha Ryōmō | Descendo | por Oyama         | Tsūkin Step (通勤ステップ)       |

### Tōbu

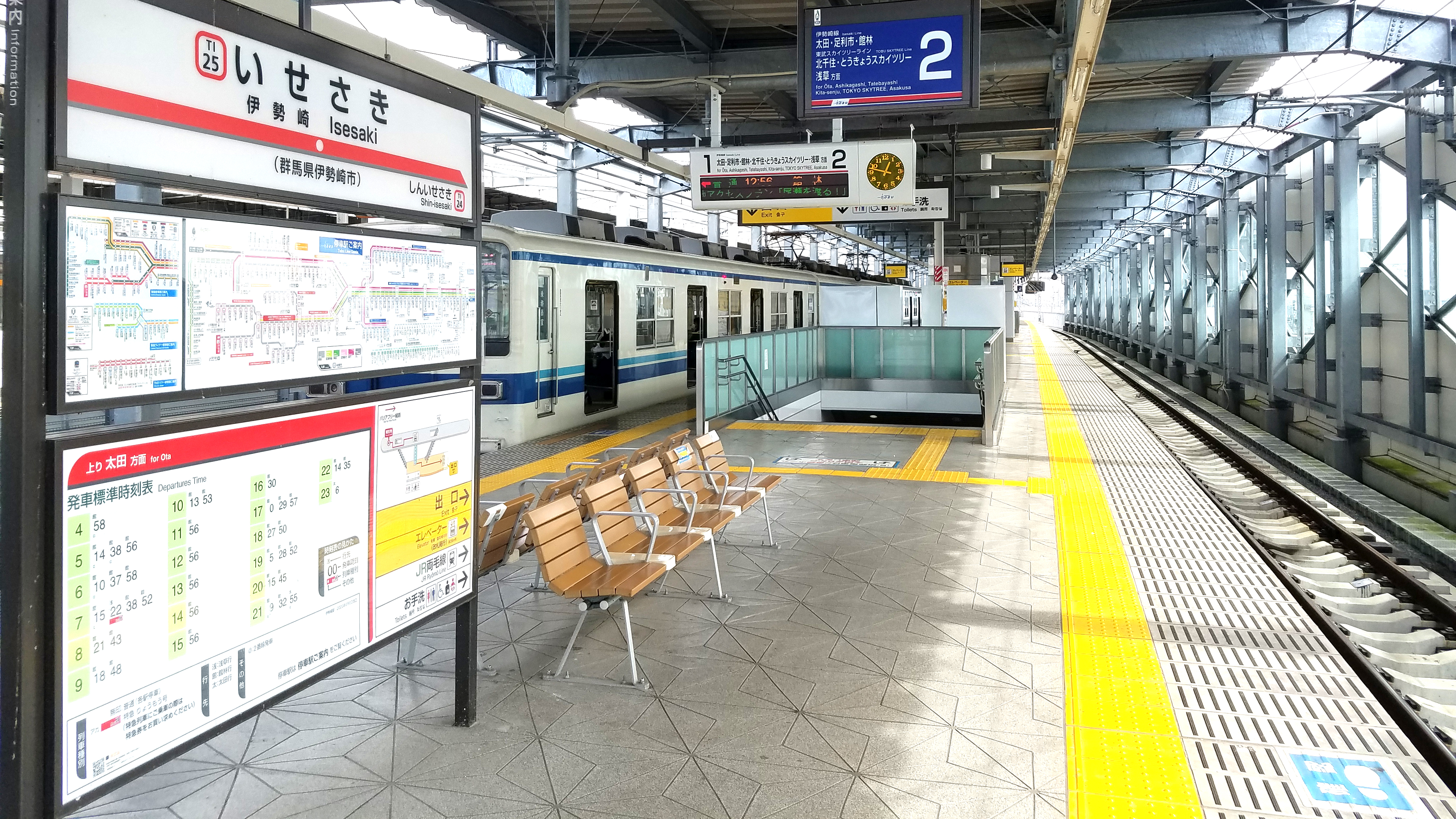
Plataformas

A Estação Tōbu consiste em uma plataforma de ilha elevada que serve duas trilhas, com o prédio da estação localizado embaixo.

#### Plataformas
| Plataformas | Linha              | Direção | Destino                        | Melodia que soa antes da partida |
| ----------- | ------------------ | ------- | ------------------------------ | -------------------------------- |
| 1,2         | Linha Tobu Isesaki | Subindo | por Ōta, Tatebayashi e Asakusa | Amairo no Kami no Otome [ja]     |

## Instalações ao redor da estação
- Beisia [ja]
- Doujuin [ja]
- Santuário de Isesaki [ja]
- AB Hotel [ja] Isesaki
- Toyoko Inn [ja]
- Belc [ja]
- Correio de Isesaki [ja]